# Accord de libre-échange entre l'Australie et l'Indonésie

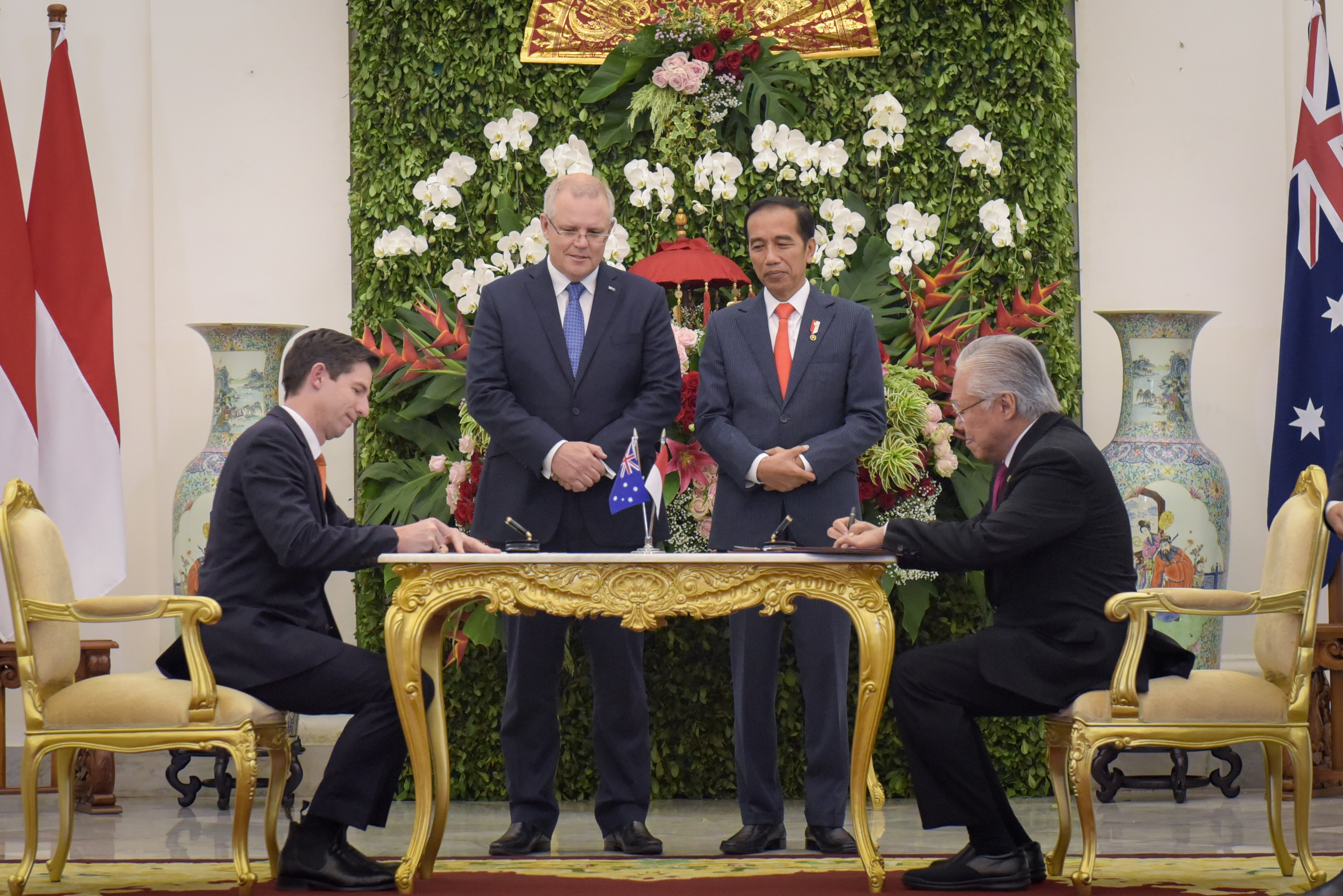
Visite du Premier ministre australien Scott Morrison en Indonésie.

L'accord de libre-échange entre l'Australie et l'Indonésie, officiellement Indonesia-Australia Comprehensive Economic Partnership Agreement, est un accord de libre-échange signé le 5 mars 2019. Les négociations pour cet accord ont commencé en 2010. L'accord supprime les droits de douane entre les deux pays de 99 %, quand un précédent accord, l'Accord de libre-échange entre l'ASEAN, la Nouvelle-Zélande et l'Australie, les supprimait qu'à 85 %. C'est notamment le cas pour le secteur de l'élevage bovin. L'accord induit également une augmentation des visas en Australie pour les jeunes indonésiens.